# EV Motors
EV Motors, coneguda oficialment com a EV Motors SA, és una empresa de la indústria de l'automòbil amb seu a Martorell i constituïda el 19 de juliol de 2021. Forma un grup d'empreses que integra les activitats següents: disseny de vehicles i components, fabricació i comercialització de vehicles, subministrament i monitoratge d'energia elèctrica per a vehicles i serveis d'enginyeria a tercers.

## Història
La companyia va arribar a un acord amb Chery Automobile l'any 2024 per tornar a fabricar automòbils a l'antiga planta de Nissan a la Zona Franca de Barcelona. El primer vehicle que es preveia muntar és el Chery Omoda 5 a finals de 2024 i el Jaecoo 7 el 2025. A més, EV Motors preveia llançar dos models tot camí, basats en les platafomes del Chery Tiggo 7 i Chery Tiggo 8, entre finals de 2024 i l'any 2025 i, més endavant, una camioneta.
Tanmateix, EV Motors i Chery van canviar l'estratègia prevista durant el mes de setembre de 2024, arran dels canvis en la legislació sobre aranzels de vehicles fabricats a la Xina. En aquest sentit, EV Motors va apostar per començar la producció dels dos vehicles de la marca Ebro, Ebro S700 i Ebro S800, durant el mes de novembre de 2024. També va comunicar el muntatge d'un altre model, l'Ebro S400, per al juny de l'any 2025. D'altra banda, la producció de vehicles sota marques xineses es preveuen iniciar un any més tard, això és, a partir de la tardor de 2025.

## Empresa

### Línies de negoci
El grup EV Motors presenta tres línies principals de negoci:
- Serveis d'enginyeria independents, a través de la societat Barcelona Technical Center SL (també coneguda com a Btech i Barcelona Technical Center) i llurs societats participades.
- Desenvolupament i comercialització de vehicles i peces de recanvi, mitjançant Ebro Motors Europe SL (també coneguda com a Ebro Motors) i llurs societats participades.
- Fabricació de vehicles a través de Sustainable Mobility Vehicles SL (també coneguda com a SMV o Sustainable Movility Vehicles) i llurs societats participades.

### Empreses del grup
EV Motors és format pels subgrups d'empreses que tot seguit es detallen:
- Barcelona Technical Center SL, també coneguda com a Btech i Barcelona Technical Center, dedicat a serveis d'enginyeria independents.
- Ebro Motors Europe SL, també coneguda com a Ebro Motors, dedicat a desenvolupament i comercialització de vehicles i peces de recanvi.
- Sustainable Mobility Vehicles SL, també coneguda com a SMV o Sustainable Movility Vehicles, dedicada a fabricació de vehicles.

### Consell d'administració
El consell d'administració de la societat està integrat pels vuit membres següents:
- Focus on Next Frontier SL, representat per Rafael Ruíz Rincón, conseller delegat dominical d'ençà del 9 de juny de 2023.
- Rafael Ruíz Rincón, president dominical d'ençà del 9 de juny de 2023.
- Clever Area Barcelona SL, representat per Daniel Asensio Ruíz, vocal dominical d'ençà del 9 de juny de 2023.
- Automotive Power Technology SL, representat per Pedro Calef Llorden, vocal dominical d'ençà del 9 de juny de 2023.
- Joan Miquel Malagelada Seckler, vocal independent d'ençà del 9 de juny de 2023.
- Vicente Aguilera Caelles, vocal independent d'ençà del 9 de juny de 2023.
- Impulsa Tecnologías e Inversiones SL, representat per Angel Manuel Mantilla Fernández, vocal dominical d'ençà del 3 d'agost de 2023.
- Federico Blanco López, vocal independent d'ençà del 29 de juliol de 2023.

## Models
- Ebro S700, model d'automòbil del segment C que es preveu començar a produir el 18 de novembre de 2024.
- Ebro S800, model d'automòbil del segment D que es preveu començar a produir el 28 de novembre de 2024.
- Ebro S400, model d'automòbil del segment B que es preveu començar a produir el juny de 2025.
- Ebro S900, model d'automòbil del segment D que es preveu començar a produir a finals de 2025.
- Ebro, projecte de camioneta que es preveu començar a produir el 2027.
- Ebro Van, projecte de furgoneta que es preveu començar a produir el 2027.